# Pascal Jacob
Pour les articles homonymes, voir Jacob (homonymie).
Pascal Jacob, né en 1962, est un auteur français, collectionneur et historien du cirque.

## Parcours
Pascal Jacob a fait des études universitaires d'histoire du théâtre et du spectacle vivant à l'université de Paris III-Sorbonne Nouvelle. Il a développé une carrière d'assistant metteur en scène à l’opéra pendant une dizaine d’années pour ensuite se diriger vers la scénographie, la conception de costumes et la direction artistique. 
Il a soutenu en 1984 une maîtrise sur le cirque américain et commencé à élaborer une thèse sur l'évolution du costume de cirque en 2002. Dans le cadre de ses travaux de recherche et de vulgarisation, il a publié plus d'une centaine d'articles dans des revues spécialisées, notamment Arts de la Piste et le Cirque dans l'Univers. 
Il enseigne l’histoire du cirque dans les écoles supérieures de cirque de Montréal (ENC) et Châlons-en-Champagne (CNAC) ainsi qu'à l'Ecole Nationale des Arts du Cirque de Rosny-sous-Bois et à l'Académie Fratellini à Saint-Denis. Il est par ailleurs directeur artistique du Cirque Phénix et du Festival Mondial du Cirque de Demain.
Il a notamment créé les costumes du spectacle Crescend'O mis en scène par Muriel Hermine au Cirque d'Hiver, en 1997, ceux des spectacles Rainforest, Living Carousel et Barnum's Kaleidoscape pour le cirque Ringling Bros. and Barnum & Bailey et Feld Entertainment, ceux de Salto Natale mis en scène par Guy Caron pour Rolf Knie, d'Au pays des clowns et de CirkaCuba pour le Cirque Phénix. Il a également conçu les scénographies du Barnum’s Kaleidoscape pour Feld Entertainment et d’India pour Prime Time Entertainment. Récemment en tant que dépisteur artistique et directeur de création, il a contribué au développement de plusieurs projets de spectacles pour Dragone. Il a notamment assuré la direction artistique d’Odyseo, the Chemistry of Dreams pour les 150 ans de l’entreprise Solvay et du Dai Show pour Dragone à Xishuangbanna en Chine.
Pascal Jacob est également amateur éclairé des parcs zoologiques. En octobre 2018, il publie un ouvrage, intitulé La fabuleuse Histoire du Zoo, sur ce thème pour les Éditions du Seuil.

## Collection
Pascal Jacob collectionne, sans relâche depuis l'enfance, tout ce qui évoque les arts de la piste à travers le temps. Il intervient régulièrement en tant que commissaire invité pour la conception d'expositions à partir d’œuvres issues pour tout ou partie de la Collection Jacob-William. 
La Collection Pascal Jacob, déposée auprès de la Bibliothèque de l’École nationale de cirque de Montréal, regroupe plus de 5 000 documents en français, en anglais et dans d’autres langues, et est constituée essentiellement de livres, anciens et rares, de programmes de spectacles et de festivals, de dossiers d’artistes et de compagnies, de cartes postales, de vidéogrammes, de photographies et de bandes sonores. Ces documents retracent l’histoire des arts du cirque en Europe et à travers le monde depuis la naissance du cirque jusqu'au XXIe siècle. La Bibliothèque Nationale de France conserve également une centaine de maquettes de costumes issus de différents spectacles auquel Pascal Jacob a participé. 
Fondée en 1978, riche de plusieurs milliers d’œuvres et documents du XVIe siècle à nos jours, la collection Jacob-William est conservée en partie à Montréal où elle est gérée par la TOHU (au cœur de la Cité des arts du cirque de Montréal) et à Châlons-en-Champagne où elle est gérée par les Musées de la Ville. 
Le fonds de collection déposé en août 2003 à la TOHU est assemblé à celui constitué par Christian William, ancien danseur de l'Opéra de Paris et aussi collectionneur de l'univers circassien. Il sert de support à des expositions sur le thème du cirque à travers le monde. 
La collection obéit au principe fondateur de la résonance. Chacune des œuvres qui la structurent doit « résonner » avec une ou plusieurs autres afin de créer une lecture transversale du patrimoine circassien, ses fondations, ses mutations et son développement actuel. C’est pour cela que la collection conserve aussi bien des œuvres anciennes que des pièces contemporaines.   
La force d’une collection réside dans sa diversité : c’est à partir de ces innombrables et incessantes confrontations que s’évaluent et se multiplient les connaissances : le cirque s’est développé à l’échelle du monde et sûrement pas à celle d’un seul pays, d’une seule culture. La collection est un outil pour comprendre. Comprendre comment s’établissent les liens entre les pratiques, qu’elles soient nées à l’aube de l’Humanité ou au cours du XIXe siècle, voire du XXe siècle. Comprendre l’enchaînement des gestes séculaires qui ont conduit à la codification d’un répertoire, puissant et universel pour contribuer à élargir et éclairer toujours davantage la perception des arts du cirque. 
Le Victoria and Albert Museum de Londres, le Centre International pour la Ville, l’Architecture et le Paysage de Bruxelles, le Centre Pompidou-Musée National d’Art Moderne de Paris, le Centre canadien d'architecture de Montréal, le  Musée d’Art et d’Histoire de Langres, le Musée des Jacobins à Auch, le Musée Thomas Henry de Cherbourg, le Centre National du Costume de Scène de Moulins, le Musée des Civilisations de Québec, le Musée de Bourgoin-Jallieu et le Musée d'art et d'histoire de Châlons-en-Champagne ont notamment accueilli des œuvres de la collection. 
Environ 10 % des illustrations de l'ouvrage Circus, publié par les éditions Taschen en 2008, sont issues de la Collection Jacob-William.